# Amacueca (kommun)
Amacueca är en kommun i Mexiko.   Den ligger i delstaten Jalisco, i den centrala delen av landet, 500 km väster om huvudstaden Mexico City. Antalet invånare är 5 065. Arean är 132 kvadratkilometer.
Terrängen i Amacueca är varierad.